# Поныри (ручей)
Поныри — ручей в Щелковском районе Московской области, правый приток реки Клязьма. В XIX веке назывался Воронок.

## География
Расположен на территории города Щёлково, на правом берегу Клязьмы. Ручей начинается у деревни Оболдино, протекает в северо-восточном направлении и впадает в реку Клязьма.

## Экология
Проводятся мероприятия по очистке берегов ручья от мусора.
В ручей сбрасывают сточные воды АО «Центрэнергогаз», АО «Газпром космические системы», АО «Валента Фармацевтика».